# Sabahat Işık
Sabahat Işık (* 1. Januar 1927 in Yalova; † 17. August 2005 in Istanbul) war eine türkische Schauspielerin.

## Leben und Karriere
Işık begann ihre Karriere in den 1940er-Jahren. Sie spielte in mehr als 40 Filmen mit. Zu ihren bekanntesten Filmen gehören Keloğlan, Çalıkuşu, Kezban Paris'te und Rabia – İlk Kadın Evliya. Ihr letzter Film war Bütün Kapılar Kapalıydı. Später zog sich Işık aus der Filmbranche zurück. 
Am 17. August 2005 starb sie im Alter von 78 Jahren in Istanbul.

## Filmografie (Auswahl)
- 1964: Suçlular Aramızda
- 1965: Keloğlan
- 1967: Efenin İntikamı
- 1967: Gül Ağacı
- 1967: Kaderim Ağlamak mı
- 1969: Ateşli Çingene
- 1969: Dikenli Hayat
- 1969: Kanlı Sevda
- 1969: Korkunç Firar
- 1969: Ninno
- 1969: Sevdalı Gelin
- 1970: Amber
- 1970: Beyaz Güller
- 1970: Kara Leke
- 1970: Müthiş Türk Esat Selçuk
- 1970: Sevenler Ölmez
- 1971: Ecel Tarlası
- 1971: Hayat Cehennemi
- 1971: Kaf Dağını Terk Edenler
- 1971: Kahreden Arzular
- 1971: Makber
- 1972: Hayat mı Bu
- 1972: İnsafsız
- 1972: Keloğlan ile Can Kız
- 1973: Sarı Kız
- 1973: Zalim Avcı
- 1983: Çelik Mezar
- 1983: Çocuklar Çiçektir
- 1990: Bütün Kapılar Kapalıydı